# Frontier: Elite 2
Frontier: Elite 2 (сокращённо — FE2) — компьютерная игра, написанная Дэвидом Брэбеном (David Braben) и изданная Gametek в 1993 году для компьютеров Commodore Amiga, Atari ST и IBM PC. Это был первый сиквел игры Elite, написанной Иэном Беллом и Дэвидом Брэбеном.

## Описание

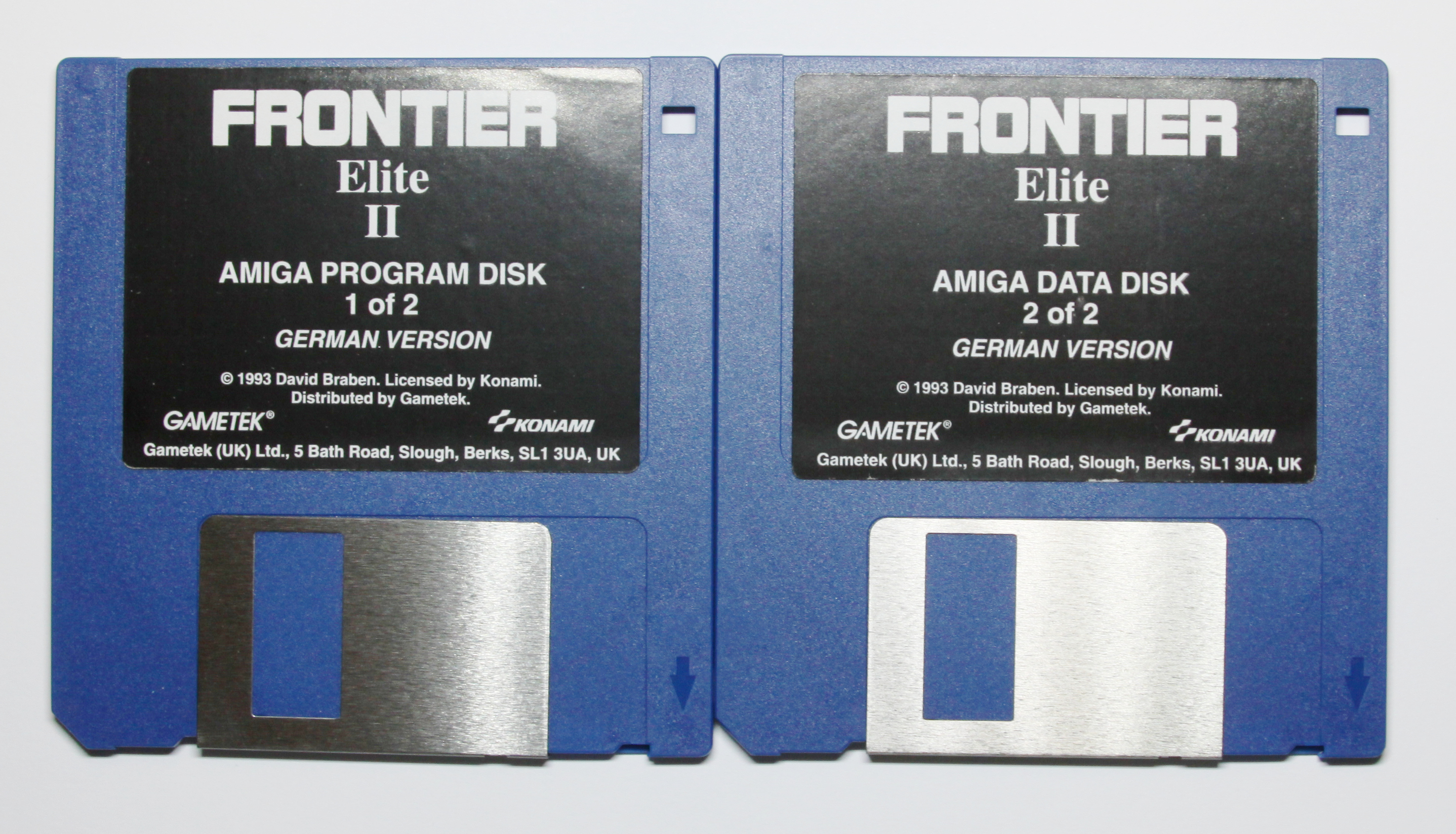
Дискеты с версией игры для Amiga

FE2 придерживается того же основного принципа, что и Elite — а именно, свободной модели игры — к которой были добавлены реалистичная физика и точно моделированная галактика. В этой игре нет одного определённого сюжета; вместо этого вы свободны в выборе манеры игры: можно играть как честный торговец или в качестве торговца нелегальными товарами, выполнять военные миссии или просто перевозить пассажиров из одной системы в другую, можно стать пиратом или даже комбинировать все перечисленные варианты. В этой игре вы не можете «выиграть» — вместо этого вы можете поставить себе какую-либо цель и добиться её.
По сравнению с Elite, в FE2 галактика осталась всего одна, зато в ней появилась Солнечная система. Также в ней «обнаружились» звёзды из нашей Галактики — Алиот, Солнце, Полярная, 128 Росса, Антарес, Ахернар, Толиман (Альфа Центавра) и так далее. Естественно, подавляющее большинство названий звёзд по-прежнему задавалось с помощью всё той же последовательности псевдослучайных чисел. При этом можно найти и Lave, и ряд соседних с ним систем. Наследство первой Elite.
Каждая звёздная система стала динамичной. Системы с одной звездой и неподвижно висящей возле своего солнца планетой (также всегда одной) уступили место весьма сложным астрономическим образованиям, в которых могут находиться сразу несколько звёзд разного типа, от сверхгигантов до карликов, десятки планет со своими спутниками разного размера и фактуры, и вдобавок, всё это вращается по своим орбитам.
Если в Elite садиться можно было только на орбитальные станции, то теперь, при наличии атмосферной защиты и определённой сноровки, можно садиться на поверхность любой планеты (включая и газовые гиганты, у которых в реальности и поверхности, как таковой-то, нет). При исключительных таланте и выдержке можно «пристроиться» даже на поверхность быстро вращающегося астероида.
У игры появилась некая предыстория, из которой становится ясно, как именно человечество вышло в космос, как образовались Федерация (столица её расположена в Солнечной системе) и Империя (со столицей в системе Ахернара), и почему между ними идёт холодная война.
К двум межпланетным сверхдержавам прибавилась третья: Альянс Независимых Миров со столицей в системе Алиота. Были расширены и пути получения дохода. В частности, посадка на планеты проработана, не только потому что на поверхности планет появились космопорты, и не красоты ради: при наличии вместительного корабля и горнодобывающей машины MB-4, одним из источников поступления капитала можно сделать добычу полезных ископаемых. Хотя для того, чтобы найти что-то более-менее полезное и доходное (драгметаллы или драгоценные камни), придётся улетать очень далеко и очень долго искать на поверхности планеты нужное место.
Минералы и металлические сплавы можно добывать не только с поверхностей планет, но и «вышибать» с помощью особого лазера прямо из астероидов, а дальше летать и ловить. Этот метод проще, но и утомительнее, и не приносит больших доходов.
Добыча полезных ископаемых требует изрядных финансовых вложений, и окупаются они очень нескоро. Так что это скорее приключенческий элемент игры, нежели способ хорошо заработать.
Основными источниками дохода остались торговля или наёмничество. В среднем, наиболее высокооплачивамыми являются «заказы» на ликвидацию не понравившихся кому-то торговцев, директоров корпораций и «крёстных отцов» мафии. На втором месте — мирный пассажирский извоз, на третьем — срочная доставка посылок. За последнее, иной раз игра даёт больше денег, нежели за убийство по контракту, но при этом есть риск подвергнуться атаке со стороны тех, кому очень не хочется, чтобы посылка достигла пункта назначения.
В Elite 2: Frontier, как уже сказано, существуют две сверхдержавы, чья военщина не брезгует нанимать всяких искателей приключений для «грязной» (и не очень) работы. Платят мало, но зато можно получать медали и звания. Высшим военным рангом в Империи, например, считается принц, а в Федерации — адмирал. Но чтобы получить эти звания, придётся потратить на игру, по меньшей мере, несколько лет, поскольку количество баллов, необходимое для присвоения очередного звания, зависит от самого звания, а за выполненное задание их начисляется весьма мало.
Где-то, неизвестно где, в Галактике Elite 2: Frontier наличествует чёрная дыра. Как уверяет Брэбен, находится она в центре Галактики, но, где этот центр, неизвестно. Координаты звёздных систем отсчитываются от Солнечной системы (0,0), но, как известно, Солнце довольно далеко располагается от центра Галактики, и никаких подсказок, как туда добираться, Брейбен никому не сообщил. Зато обещал 6 млн долларов США за обнаружение этой самой чёрной дыры. Однако, с момента выхода игры так никто и не обнаружил эту самую чёрную дыру.
В настоящее время игра распространяется на правах shareware и доступна для свободного скачивания .

## Советы и секреты
Главной целью FE2 является нахождение хорошего маршрута торговли. Наиболее популярный: Сначала, найти Cemiess (это система, управляемая империей, находящаяся слева от Ross 154) и расположить в ней информационное табло. Это позволяет увидеть рекламу купленных и проданных товаров и тех, кто готов заплатить 3000 кредитов любому, кто возьмет драгоценные металлы от них. Далее, необходимо запастись многими металлами, чтобы в дальнейшем продать их Tivea. Как только пользователь набирает достаточное количество денег, чтобы купить много роботов, он сможет купить Cemiess, чтобы потом продать.
Чтобы иметь неограниченные деньги, необходимо взять пассажира или пакет (с помощью информационного табло) и затем поменять свой корабль на менее дорогой. Если на борту пилотируемого корабля находится пассажир, игра не даст обменять свой корабль на другой, но пользователь сможет увидеть разницу между своим судном и тем, которое хочет купить. Рекомендуется покупать более дешёвое судно и постоянно нажимать buy (купить) — это позволит увидеть, как увеличивается количество денег пользователя (а если этот трюк провести с более дорогим кораблём, получится все наоборот).
Когда пользователь участвует в сражении, он может нажать на паузу. Выйти в external view (внешний обзор) и включить идентификацию объекта. Это поможет сделать вражеские суда более доступными для поражения. Теперь можно выбрать цель, включить автопилот и вид спереди. После выхода из паузы корабль пользователя полетит прямо к выбранному им судну. В такой ситуации ничто не должно помешать уничтожить врага.

## Продолжения
Сиквел игры под названием Frontier: First Encounters, вышедший в 1995 году, изначально планировался как набор дополнительных миссий к Frontier: Elite 2, но непригодность игрового движка к написанию созданных вручную заданий, заставило новообразовавшуюся компанию Frontier Developments под предводительством Дэвида Брэбена полностью переписать игру, что отменило выпуск дополнения в пользу полноценного продолжения.